# 多米尼克·拉布
多米尼克·伦尼·拉布（港澳译作，1974年2月25日—），英国保守黨政治人物、前事务律师，英國前副首相、司法大臣兼大法官，曾任首席大臣、外交、聯邦及發展事務大臣，2010年獲選為伊舍和沃爾頓選區的下議院議員，是迄今唯一由不同首相任命的副首相。2020年4月6日，由於英國首相鮑里斯·約翰遜因感染新冠肺炎惡化轉入深切治療部，首席大臣兼外相藍韜文故而暫代其首相職權。同月27日，約翰遜重返崗位，藍韜文不再代理首相職務。
历任司法部初级大臣职务、社区和地方政府部副大臣。2018年5月任退欧大臣，同年11月反对自己参与谈判的“英国退出欧盟协定草案”而辞职。
2021年9月16日，英國時任首相約翰遜大幅改組內閣，藍韜文被調任為大法官兼司法大臣，接替白樂彬，藍韜文同時兼任副首相及国务重臣。
2022年10月25日，英國首相里希·苏纳克再度將拉布任為大法官兼司法大臣，並同時兼任副首相。2023年4月21日，藍韜文面臨霸凌指控和有關調查後，辭去司法大臣和副首相的職務。

## 早年经历
拉布成长于白金汉郡，其父彼得·拉布为生于捷克的犹太人，1938年根据《慕尼黑协定》作为难民来到英国，时年6岁。拉布受其英国母亲Jean影响，成长于英国国教氛围浓郁的环境中。
拉布在本郡东南部阿默舍姆查尔纳尔博士文法学校读书，後畢業於牛津大學瑪格麗特夫人學堂，主修法律。又在剑桥大学耶稣学院深造，获硕士学位。

## 早年事业
拉布加入伦敦五大律师事务所之一的年利达律师事所，完成在该公司的两年培训合同，2000年获得事务律师资格后不久离开。在年利达工作期间，他从事计划融资、国际诉讼和竞争法业务。还包括借调到全国公民自由委员会和布鲁塞尔就欧盟和世贸组织法律问题提供咨询。1998年，他在巴勒斯坦拉姆安拉附近的比尔宰特大学为《奥斯陆协议》巴方首席谈判代表工作了一个夏天，负责评估世界银行在约旦河西岸的项目。
2000年拉布进入英国外交部，负责简报工作，后调往海牙的英国驻荷兰大使馆领导致力于将战犯绳之以法的团队。回到伦敦后，他就阿拉伯-以色列衝突、欧盟和直布罗陀问题提出建议。2006年，拉布进入国会工作，成为影子内政大臣戴德偉的幕僚长，2008年戴维斯去职，拉布转而成为影子司法大臣多米尼克·葛里夫的幕僚长。

## 国会事业

### 后座议员

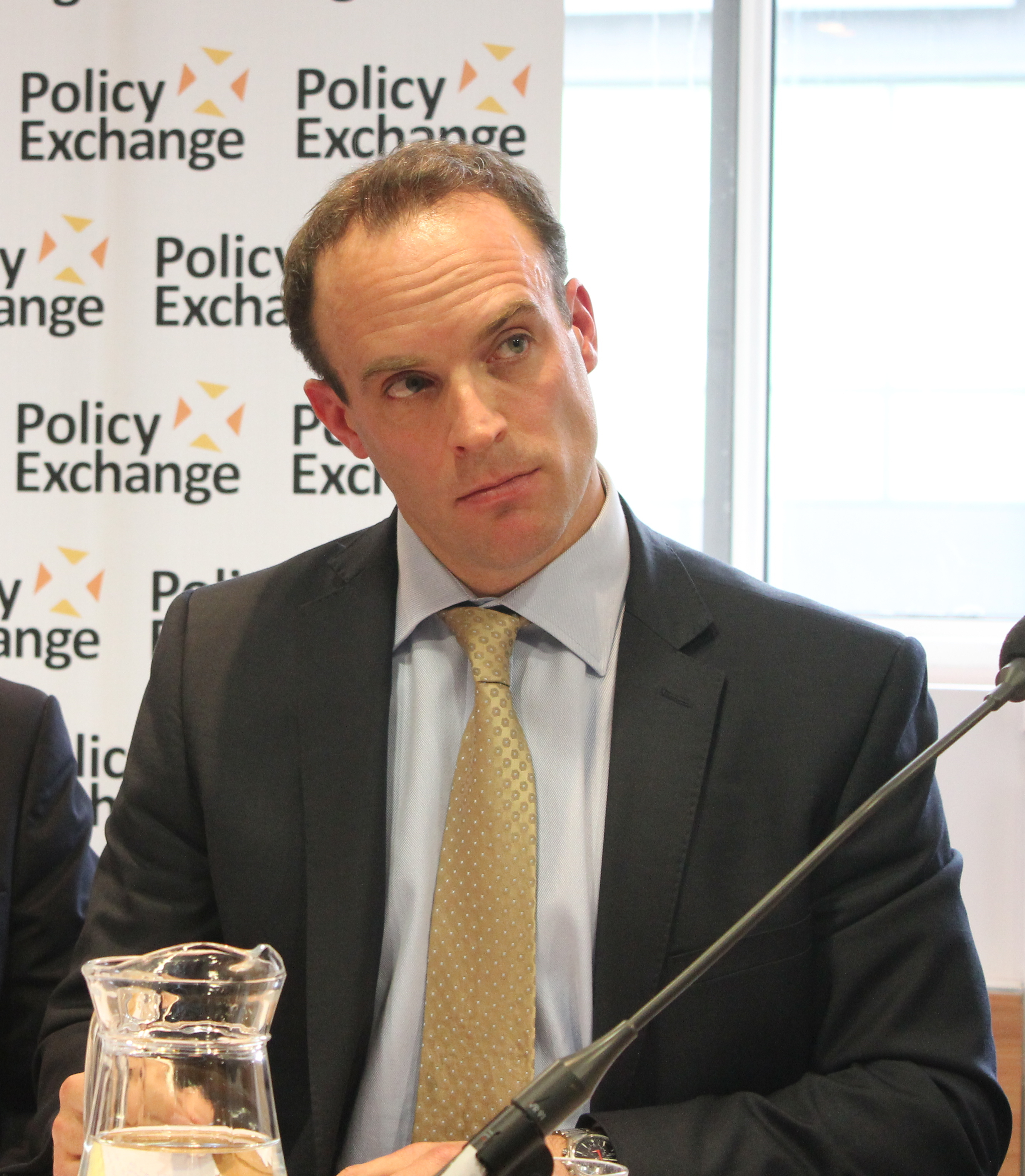
拉布出席2012年政策交流智庫

2010年大选，拉布在伦敦西南毗邻的萨里郡保守党安全选区伊舍和沃尔顿以59%的得票率当选为国会议员。
他定居在其选区内Thames Ditton，每日往返于伦敦和选区上下班。自当选后，他一直致力于为Elmbridge自治市的当地服务争取更公平的资金，在Cobham、Walton和Molesey社区医院运营中实现更强大的地方民主，以及更可见和反应迅速的警务，在Downside建造M25高速公路服务区等。
在下议院，拉布演讲支持联合政府削减预算赤字，扩大部属中学，废除《2006年身份证法》，制定自由法案的计划。他批评政府采纳欧盟关于欧洲搜查令的指令，认为这会对当前的警务资源造成压力，并会使英国公民面临个人数据被滥用和威胁公平审判的保障。
2010年7月，在一位申请外交部实习工作因不符合“社会标准（social criteria ）”遭拒绝的选民与拉布联系后，拉布致信时任外交大臣威廉·黑格，引发了一项关于“積極平權措施”规则的审查，外交和联邦事务部将审查雇用学生实习计划的标准，这项计划为黑人或少数民族背景的学生、登记残疾的学生、女学生或收入低于25,000英镑的家庭的学生提供367英镑的周薪。而来自中产和富裕阶层家庭的白人男性周薪达不到该水平，外交部的两个项目也禁止白人男性申请而只对低收入背景的人开放；拉布认为他们“通过后门”重新引入了歧视。拉布支持这项调查，并批评前任工党政府所订立的这一标准。他表示“积极的歧视与消极歧视一样是错误的。这意味着人们正在从社会标准的角度思考，而且反精英。”
2010年8月，拉布要求议会外压力集团38 Degrees从其网站上删除自己的议会电子邮件地址后，这引起了媒体的注意，他们认为，游说团体发送或统筹各种旨在淹没国会议员收件箱的“克隆电子邮件”，这有损于议员们的对应能力和选民一起帮助那些真正需要的人。38 Degrees表示，电子邮件地址是由纳税人的税款支付的，并且属于公共领域，因此他们有权在其网站上使用它并将其用于竞选活动。
拉布在《旁观者》杂志的议会评选中荣获2011年度“年度最佳新人奖”。他参加了国会关于给予囚犯投票权和引渡的辩论。2011年4月，拉布还提出十分钟规则法案，建议法律规定紧急服务和运输工会确保罢工在得到50％的工会成员支持后才能发动，但法案未获通过。拉布认为，需要进行改革以防止“激进的工会领袖”胁“辛勤工作的多数”以邀赎金。
2011年，拉布在文章中写道：“以色列定居点建筑破坏了一个完整的巴勒斯坦国的前景。”
2012年3月7日，拉布在下议院开始就俄罗斯反腐会计谢尔盖·马格尼茨基和严重侵犯人权的有罪不罚现象进行辩论，呼吁英国政府提出立法建议，授权对相关国家侵犯人权的官员个人实施签证禁令和资产冻结。这项动议得到了三位前外交大臣和两位前外交部副大臣的支持，得到了跨党派的支持，最终国会议员的一致通过这一提议。

### 保守黨政府

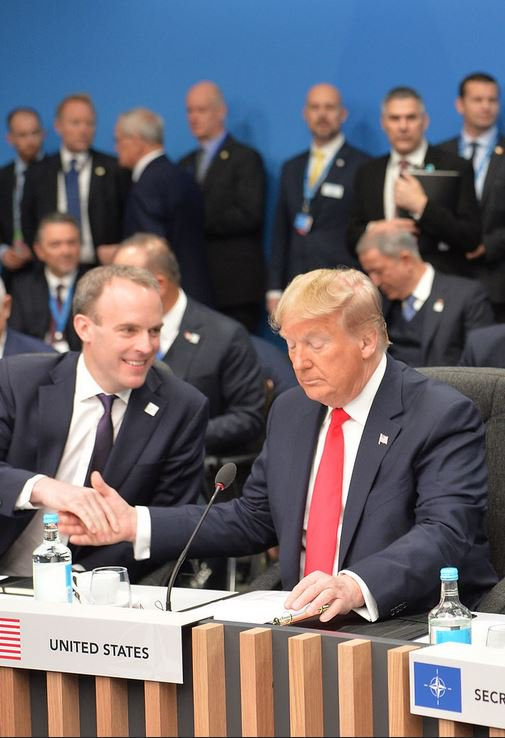
拉布在2019年北約峰會上與美國總統唐納·川普握手

卡梅伦帶領保守黨上臺執政後，他任政府司法部民权政务次官。2017年大选后回任司法部任法院和司法國務大臣。2018年初改任社区和地方政府部住房和规划國務大臣。同年7月接替辭職的戴德偉成为退出欧洲联盟事务大臣，但同年11月15日，因「不能憑良心的支持」英國政府與歐盟達成的脫歐協議，所以辭去退出歐洲聯盟事務大臣一職。至鲍里斯·约翰逊成功拜相後再度晉身內閣，成為外相。
2019年7月24日，首相鲍里斯·约翰逊任命拉布为外交大臣，接替杰里米·亨特，并将首席大臣的头衔交给了他，拉布抵达外交部后说：「我很荣幸在这个时候担任这一职务，并对未来的机遇感到兴奋。」
上任后不久，拉布在接受米沙尔-侯赛因的采访时称，2016年的脫離歐盟公投给了政府一个无协议离开的授权。采访结束后，英国广播公司（BBC）报道称，拉布、高文浩和「投票离开」运动的官方推特账号在公投前的6个月内，没有提及在没有达成协议的情况下离开欧盟。
2019年10月2日，拉布在首相答問環節中以首席大臣的身分代替首相约翰逊接受质询。
2020年1月3日，伊朗高级将领卡西姆-苏莱曼尼被美国暗杀，这大大加剧了两国之间现有的紧张关系。拉布支持这一打击，将美国的行动描述为自卫。他指出，他的政府一直以来都承认伊朗圣城部队的侵略性威胁。
2020年3月23日，英国政府在新冠肺炎大流行期间确认，若是首相约翰逊丧失行为能力，将由首席大臣拉布代表约翰逊。4月6日，在约翰逊因感染新冠肺炎被送入加护病房后，拉布代理约翰逊的首相職權。同月27日，約翰遜重返崗位，拉布不再代理首相職務。
2021年9月15日，英国首相约翰逊对内阁进行改组，拉布转任副首相、大法官和司法大臣，被英国媒体視为實質上是“降职”。2023年4月21日，藍韜文面臨欺凌指控和有關調查後，辭去司法大臣和副首相的職務。

## 个人生活
拉布与Erika Rey结婚，Erika是巴西某公司营销主管。育有2个子女。全家定居于萨里郡与大伦敦接壤的泰晤士迪顿。